# Кохання (монета)
«Коха́ння» — пам'ятна монета номіналом 5 гривень, присвячена емоції, почуттю, яке протягом століть надихало поетів, художників, музикантів та мрійників, введена Національним банком України в обіг 14 лютого 2024 року до Дня Святого Валентина.
Монета належить до серії «Інші монети» (відеопрезентація пам'ятної монети).

## Опис та характеристики монети
| Номінал грн. | Метал      | Маса, грам | Діаметр, мм. | Якість виготовлення       | Гурт     | Тираж, штук |
| ------------ | ---------- | ---------- | ------------ | ------------------------- | -------- | ----------- |
| 5            | нейзильбер | 16.54      | 35           | спеціальний анциркулейтед | рифлений | 50 000      |

### Аверс
На аверсі монети на дзеркальному тлі розміщено троянду, стилізовану у вигляді серця, на якій вписано слово «кохання» найпоширенішими мовами світу, що підкреслює універсальність та безмежність цього почуття, яке не знає кордонів та мовних бар'єрів. Над центральною композицією розташовано малий Державний Герб України, напис «УКРАЇНА» з крапкою над літерою «ї» зображеною у формі серця. Під написом розташовано номінал «5» та графічний символ гривні (угорі над трояндою). Логотип Банкнотно-монетного двору Національного банку України розташований над стеблом троянди, а напис «20» «24» унизу обабіч стебла троянди.

### Реверс
На реверсі монети на дзеркальному тлі рельєфно зображено серце, від якого розходяться хвилі, що знаменує собою символ щирого, безкінечного, та всеосяжного кохання, вібрації якого сягають найпотаємніших глибин душі.

## Автори
- Художники: Таран Володимир, Харук Олександр, Харук Сергій.[1]

## Вартість монети
Національний банк України реалізував монету за ціною 159 гривень. Фактична приблизна вартість монети, з роками змінювалася так:
| Рік        | 2024 | 2025 |
| ---------- | ---- | ---- |
| Ціна, грн. | 300  | 430  |